# Movimiento de uso racional
El movimiento de uso racional (Wise Use) en los Estados Unidos Wise Use es una coalición de grupos que promueven la expansión de los derechos de propiedad para las personas y la reducción de la regulación del gobierno y la propiedad pública. Esto incluye la defensa del uso ampliado por los intereses comerciales y públicos, la búsqueda de un mayor acceso a tierras públicas y, a menudo, la oposición a la intervención del gobierno. Los defensores del uso racional describen el uso humano del medio ambiente como "administración de la tierra, el agua y el aire" en beneficio de los seres humanos. El movimiento del uso racional surgió de la oposición a la corriente principal del movimiento ambiental], que afirmaba que era radical.

## Antecedentes del movimiento
Una variedad de grupos pertenecen al movimiento del uso racional, incluida la industria, las organizaciones de base de madereros, trabajadores de molinos, ganaderos, agricultores, mineros, usuarios de vehículos todo terreno y propietarios. También incluye libertarios, populistas, y conservadores religiosos y políticos. El movimiento se conoció como "uso inteligente" después de la Conferencia de Estrategias de Uso Múltiple de 1988 en Reno, Nevada.[cita requerida] El movimiento incluye o es apoyado por la mayoría de los grupos anti-ambientalistas, por empresas en la industria de extracción de recursos, por empresas de desarrollo de la tierra, y por organizaciones libertarias.[cita requerida] El movimiento fue más activo en el oeste de los Estados Unidos a finales de los años ochenta y noventa.[cita requerida]

### Organizaciones principales
Según James McCarthy (2002), Los grupos de uso racional más destacados reciben la mayor parte de su apoyo de las industrias de extracción de recursos (Amoco, British Petroleum, Chevron, Exxon / Mobile, Marathon Oil), así como de American Farm Bureau, Dupont, Yamaha, General Electric, General Motors, National Cattlemen's Asociación y la Asociación Nacional del Rifle). Las políticas y orientaciones  de los grupos en el movimiento del uso racional van desde algunos que se identifican a sí mismos como  ambientalistas de libre mercado, hasta grupos de relaciones públicas respaldados por la industria y tanques de pensamiento, a algunas milicia y grupos religiosos. Las principales organizaciones que promueven ideas de uso racional incluyen Alliance for America, la Asociación Estadounidense de Derechos de la Tierra, el Instituto Cato, el Centro para la Defensa de la Libre Empresa, People for the West, Blue Ribbon Coalition y el Heartland Institute.
La mayoría de los miembros del movimiento de uso racional, incluido el Movimiento del Condado relacionado, comparten una creencia en los derechos individuales, en oposición a la autoridad del gobierno federal, en particular con respecto a los derechos de uso de la tierra. Argumentan que el movimiento ambientalista es tanto contra la propiedad privada como contra las personas. Mientras que algunos en el movimiento del uso racional tienen puntos de vista fuertemente anti-medioambientales, otros afirman que el mercado libre, en lugar de la regulación gubernamental, protegerá mejor el medio ambiente.

#### Agenda de uso prudente
Muchos grupos de uso inteligente argumentan que los residentes rurales sufren un impacto desproporcionado de las regulaciones ambientales, y que el movimiento ambiental está sesgado hacia las actitudes de las elites urbanas, ignorando la perspectiva rural.[cita requerida] Algunos ambientalistas no están de acuerdo con la política de "no talar bosques" del Sierra Club. Steve Thompson[¿quién?] escribió que el objetivo de la política debería ser "brindar mayor flexibilidad para lograr una verdadera restauración forestal. Una política general de "corte cero" de talla única restringe severamente la capacidad del Sierra Club para brindar soluciones a problemas complejos de mala gestión forestal".

#### Estrategias de uso prudente
Los grupos de uso inteligente se describen a sí mismos como (y buscan promocionarse como) verdaderos ambientalistas con estrechos vínculos con la tierra, y consideran a los grupos ambientalistas como defensores del ambientalismo radical. Los grupos de consumidores inteligentes también minimizan las amenazas al medio ambiente y destacan las incertidumbres en la ciencia ambiental que, según ellos, los grupos ambientalistas ignoran u ocultan. Los grupos de uso sabio también describen al movimiento ambientalista como si tuviera una agenda oculta para controlar la tierra.

## Ron Arnold y el uso sabio
El movimiento Wise Use ganó prominencia por primera vez en 1988 cuando Ron Arnold, un vicepresidente del Center for the Defense of Free Enterprise, ayudó a organizar una conferencia que condujo a la adopción de un "Wise Usar agenda ". Esta agenda incluyó iniciativas que buscaban el uso comercial irrestricto de tierras públicas para madera, minería y petróleo, y abrir áreas silvestres recreativas para facilitar el acceso del público en general. Los críticos señalan que se ha citado a Ron Arnold diciendo que su objetivo es "destruir el movimiento ecologista".
Según Arnold, muchos en el movimiento del uso racional creen en la posibilidad de un crecimiento económico ilimitado, en el que los problemas ambientales y sociales pueden ser mitigados por la economía de mercado y el uso de tecnología. En su libro "Ecology Wars", que ha sido llamado la "Biblia" del movimiento Wise Use, Arnold escribe: "El ambientalismo es un movimiento institucionalizado de ciertas personas con una determinada ideología sobre el hombre y la naturaleza". y que "el objetivo de nuestras guerras ecológicas debería ser derrotar al ambientalismo". Arnold afirma que el ambientalismo es "el lastre de la antitecnología, de la anti-civilización, de la antihumanidad y de la lujuria institucionalizada por el poder político de los ambientalistas".

### Acceso a tierras públicas
En las décadas de 1980 y 1990, el enfoque de gestión en las tierras públicas pasó de la extracción de madera a objetivos ecológicos como la mejora del hábitat, en gran parte como respuesta al movimiento ambiental. La reducción resultante en la extracción de madera contribuyó al cierre de aserraderos y al despido de madereros y otros trabajadores. Algunos miembros del movimiento de uso racional[¿quién?] se opusieron a lo que vieron como un cambio de control de los recursos territoriales federales de los intereses locales a los urbanos externos. Argumentaron que los Bosques Nacionales de los Estados Unidos se establecieron para el beneficio de la comunidad local. Citan a Gifford Pinchot, quien escribió: "Es deber del Servicio Forestal asegurarse de que la madera, las fuentes de agua, las minas y cualquier otro recurso de los bosques se utilice para el beneficio de las personas que viven en la localidad o que puedan tener una participación en el bienestar de cada lugar".[cita requerida] Los miembros de Wise Use también han argumentado que el acceso continuo a las tierras públicas es necesario para mantener la salud, la cultura y las tradiciones de las comunidades locales.[cita requerida]
Jill M. Belsky, profesora de sociología rural y ambiental en la Universidad de Montana, escribió:
"existe un patrón para que los pueblos y comunidades rurales sean vistos como destructores de la naturaleza en los Estados Unidos, dada su dependencia de industrias extractivas como la minería, la tala, el pastoreo y la agricultura comercial basada en la petroquímica; y proporcionaron acción política en el apoyo de estas industrias. Dada esta historia, no es sorprendente que haya habido una renuencia por parte de los conservacionistas a imaginar cómo los pueblos rurales y los medios de vida rurales podrían haber desempeñado un papel importante en la formación de las tierras silvestres o en cualquier papel potencial que pudieran en la restauración y protección de grandes áreas silvestres en el futuro. En los Estados Unidos, la política hace hincapié en los ecosistemas y la gestión de los ecosistemas. Pero, aunque entiendo esta lógica, creo que subestima la importancia de los lugares rurales, las personas y los medios de vida en la gestión de las grandes áreas . "
El como las comunidades humanas rurales de hecho benefician el desenvolvimiento medio ambiental con sus actividades comerciales y sociales es algo que no es tomado en cuenta por las secciones más radicales del movimiento ambientalista, desde la retirada del desierto que los agricultores romanos conseguían en el norte de África hasta las reforestaciones y control de plagas que los granjeros norteamericanos emprenden para aumentar el valor de sus tierras que aumentar su precio de mercado cuando se encuentran limpias y saludables.

## Crítica
Los académicos Ralph Maughan y Douglas Nilsona escriben que el Wise Use es un "esfuerzo desesperado por defender la hegemonía de los valores culturales y económicos de las industrias agrícolas y extractivas del oeste rural", y han "argumentado que la agenda del Wise Use surgió de una ideología que combinaba el capitalismo de "laissez-faire" con las características culturales de un viejo oeste imaginado "
Algunos críticos del movimiento del Wise Use afirman que la fuerte retórica utilizada ha profundizado las divisiones entre los grupos de interés opuestos y ha aumentado indirectamente la violencia y las amenazas de violencia contra los grupos ambientalistas y los empleados públicos. "Muchos observadores notaron que la actividad del Wise Use en algunas áreas se superpuso fuertemente con la formación y el crecimiento de milicias en la década de 1990, organizaciones paramilitares voluntarias autodenominadas comprometidas con su propia versión de la seguridad nacional".
El historiador ambiental Richard White ha criticado a Wise Use por defender los derechos de los grandes terratenientes a expensas de la población rural trabajadora en su ensayo "'¿Es usted un ambientalista o trabaja para ganarse la vida?': Trabajo y naturaleza".
La periodista de radiodifusión Stephenie Hendricks afirmó en su libro  Destrucción Divina  que el uso sabio es en parte "impulsado por fundamentalistas bíblicos que creen que el agotamiento de los recursos naturales acelerará la Segunda Venida de Jesucristo".

### Grupos de base o de fachada
Los activistas ambientales han argumentado que el movimiento del Wise Use está orquestado en gran parte o en su totalidad por la industria. El libro de David Helvarg "La guerra contra los verdes" sostiene que el movimiento del uso racional no es una colección de levantamientos de base, sino un conjunto de movimientos creados por las grandes empresas. Carl Deal, autor de "The Greenpeace Guide to Anti-Environmental Organizations" también hace la misma afirmación: que los grupos de uso racional dan la apariencia de ser movimientos de base populares, pero son en realidad organizaciones fachada para grupos de la industria con un interés financiero en la agenda del movimiento. Robert F. Kennedy, Jr. también describió esta conspiración contra el medio ambiente por parte de organizaciones de Wise Use en su libro de 2004 "Crimes Against Nature".
Estos críticos han retratado en gran medida a los llamados grupos "de base" como grupos de fachada y a los occidentales rurales como engañadores para las industrias extractivas y sus intereses. Sin embargo, si bien el poder corporativo jugó un papel importante en el movimiento del uso racional, la relación entre los habitantes rurales y las industrias extractivas no fue el resultado de que los ciudadanos individuales aceptaran ciegamente las narrativas corporativas; en cambio, el uso racional fue una alianza entre grupos con objetivos similares con respecto a los derechos de propiedad privada y el acceso a tierras públicas.[cita requerida] Las corporaciones también pudieron conectarse mejor con los residentes rurales porque, según James McCarthy, "las corporaciones eran a menudo más sensibles a la política cultural de la región que muchos ambientalistas y, por lo tanto, estaban más capacitadas para involucrar a la cultura con fines instrumentales". Los argumentos para declarar el Wise Use una organización fachada de la industria se basa en el apoyo financiero que la industria de a estos grupos pero eso no implica que las preocupaciones de los grupos por los excesos del ambientalismo y sus propuestas irracionales no sean sinceras, por otro lado los grupos ambientales también reciben apoyo financiero de las industrias de energías alternativas y del estado para aumentar el control público, los impuestos y las regulaciones sobre los ciudadanos lo cual sirve como fachada para el estado ser más grande y tener más poder.

## Historia
El término "Wise Use" fue acuñado en 1910 por el líder del Servicio Forestal de los Estados Unidos Gifford Pinchot para describir su concepto de aprovechamiento sostenible de los recursos naturales.
La coalición de uso racional de hoy se ha apropiado de un término del siglo XIX. Según el historiador Douglas McCleery, la idea de "conservación como uso racional" de los recursos naturales comenzó con el líder conservacionista Gifford Pinchot a fines del siglo XIX. El movimiento original de "uso racional" fue un producto de la "Era Progresista" e incluyó el concepto de uso múltiple: la tierra pública se puede usar simultáneamente para recreación, madera, minería y hábitat de vida silvestre. Los conceptos de uso racional y uso múltiple propugnados por Pinchot reflejaban la opinión de que los recursos de la naturaleza deberían gestionarse científicamente para "proteger la productividad básica de la tierra y su capacidad para servir a las generaciones futuras".
El uso moderno del término "Wise Use" para referirse a la oposición al movimiento ambiental se remonta a la publicación del libro de Ron Arnold "Wise Use Agenda" en 1989. El movimiento del uso inteligente tiene sus raíces tanto en los primeros años de la "Rebelión de artemisa]" en el oeste de los Estados Unidos a fines de la década de 1970 ya la anterior oposición a la formación de los bosques nacionales (fue un movimiento en el oeste de los Estados Unidos en las décadas de 1970 y 1980 que buscaba cambios importantes en la política federal de control, uso y disposición de tierras en 13 estados del oeste en los que las tenencias de tierras federales incluyen entre el 20% y el 85% de la propiedad de un estado).
Sin embargo, a diferencia de la Rebelión de Sagebrush, que consistió en gran parte en la formación de grupos de relaciones públicas de la industria y corporaciones como Coors and Co, el uso inteligente incluyó grupos de base. Ron Arnold argumentó que la inclusión de grupos de ciudadanos haría que el movimiento fuera más efectivo. En 1979, en la revista "Logging Management", Arnold escribió: "Los grupos activistas de ciudadanos, aliados a la industria forestal, son vitales para nuestra supervivencia futura. Pueden hablar por nosotros en el interés público donde nosotros no podemos. No están limitados por la responsabilidad, la ley contractual y la industria debe venir a apoyar a los grupos activistas ciudadanos, proporcionando fondos, materiales, transporte y, sobre todo, hechos concretos ".
James McCarthy escribió:
El movimiento Wise Use es una amplia coalición de más de mil grupos nacionales, estatales y locales. Su existencia con este nombre data de una 'Conferencia de Estrategias de Uso Múltiple' en 1988 a la que asistieron casi 200 organizaciones, principalmente occidentales, incluidas corporaciones de la industria de recursos naturales y asociaciones comerciales, bufetes de abogados especializados en combatir las regulaciones ambientales y grupos recreativos. La conferencia produjo una agenda legislativa destinada a 'destruir el ambientalismo' y promover el 'uso racional' de los recursos naturales, una frase intencionalmente ambigua que se apropió estratégicamente del movimiento conservacionista temprano.

### Otras lecturas
- The Structure of Social Movements: Environmental Activism and its opponents by Luther P. Gerlac
- An Ideological Analysis of the Wise Use Movement Archivado el 31 de diciembre de 2006 en Wayback Machine.
- Dangerous Territory: the Attack on Citizen Participation and the Environmental Movement Archivado el 18 de septiembre de 2008 en Wayback Machine. by Jonn Lunsford
- A Political Cultural Map to Future Wilderness, Monument and Park Designation by M. A. Nie
- Ron Arnold, Ecology Wars: Environmentalism as if People Mattered (Bellevue, WA: The Free Enterprise Press, 1987). ISBN 0-939571-00-5
- Alan M. Gottlieb, The Wise Use Agenda (Bellevue, WA: The Free Enterprise Press, 1989). ISBN 978-0-939571-05-5
- Ron Arnold and Alan Gottlieb, Trashing the Economy: How Runaway Environmentalism is Wrecking America (Bellevue, WA: Free Enterprise Press, 1993). ISBN 0-939571-13-7
- David Helvarg, The War Against the Greens (San Francisco: Sierra Club Books, 1994). ISBN 0-87156-459-9
- Carl Deal, The Greenpeace Guide to Anti-Environmental Organizations (Berkeley, CA: Odonian Press, 1993). ISBN 1-878825-05-4
- Daniel Kemmis, This Sovereign Land: A New Vision for Governing the West (Washington: Island Press, 2001). ISBN 1-55963-842-7
- Robert F. Kennedy, Jr., Crimes Against Nature (2004).
- Pat Robertson, The New World Order (Dallas: Word Publishing, 1991). ISBN 0-8499-3394-3
- William Cronon (ed.), Uncommon Ground: Rethinking Human Place in Nature (W. W. Norton & Company, 1996).
- Jacqueline Vaughn Switzer, Green Backlash (Boulder, CO: Lynne Rienner Publishers, 1997). ISBN 1-55587-635-8